# Zunda Towers
Le Zunda Towers, precedentemente Z-Towers, sono due grattacieli situati a Riga, in Lettonia.

## Descrizione
La costruzione è durata dal 2006 al 2016. Le torri ospitano uffici, abitazioni e un hotel.
Il complesso è composto da due torri:
- Z-Tower South, con 123 m di altezza, 32 piani; questo è il grattacielo più alto a Riga e in Lettonia.
- Z-Tower North, con 117 m di altezza e 31 piani.

I progettisti dell'opera sono lo studio NRJA/Uldis Luksevics e l'architetto tedesco Helmut Jahn dell'agenzia americana Murphy/Jahn.